# رمزنگاری بصری
رمزنگاری بصری (به انگلیسی: Visual cryptography) یکی از تکنیک‌های رمزنگاری است که توسط آن، سندهای چاپی (سندهایی که با چشم فیزیکی انسان قابل رویت هستند) به صورتی رمز شوند که برای رمزگشایی احتیاجی به سیستم کامپیوتری نباشد.
یکی از بهترین روش‌هایی که در این زمینه ارائه شده‌است متعلق به مونی نائور و آدی شامیر می‌باشد که در سال ۱۹۹۴ و با دیدگاه رمزنگاری صفحات اشتراک رمز، گسترش داده شد. در روش آن‌ها، یک تصویر به n سهم شکسته می‌شود و تنها در شرایطی تصویر اصلی قابل بازیابی است که تمام اشتراک‌های رمز وجود داشته باشد و حتی با در اختیار داشتن n-1 اشتراک از صفحات رمز، هیچگونه اطلاعاتی از تصویر اصلی نمایش نخواهد داد. هر کدام از اشتراک‌های رمز، روی صفحات شفاف به صورت توزیعی از پیکسل‌ها، چاپ می‌شود (Transparency) و برای رمزگشایی لازم است صفحات اشتراک را روی هم قرار بدهیم. زمانی که تمام اشتراک‌ها را روی هم قرار بدهیم، تصویر اصلی ظاهر خواهد شد.
در یک دیدگاه ساده، توسط صفحات شفاف می‌توان رمزنگاری One-Time Pad را پیاده‌سازی کرد؛ که یکی از اشتراک‌های رمز به عنوان Pad تعریف می‌شود و اشتراک دیگر نقش Ciphertext را بازی خواهد کرد.

عناوین

۱. مثال
۲. مدل اشتراکی (۲ و N)
۳. شکستن رمزنگاری اشتراکی (۲، N)

## مثال

A demonstration of visual cryptography

در این مثال، لوگوی Wikipedia به دو تصویر تقسیم می‌شود. هر پیکسل سفید در تصویر اصلی به دو بلاک یکسان تشکیل شده از پیکسل‌های سیاه و سفید، تقسیم می‌شود؛ زمانی که این دو بلاک روی هم قرار بگیرند، نتیجه بلاکی با رنگ خاکستری خواهد بود (نیمه سفید و نیمه مشکی). هر پیکسل مشکی در تصویر اصلی، به دو بلاک متمم تقسیم می‌شود و زمانی که این بلاک‌ها روی هم قرار بگیرند، نتیجه بلاک مشکی خواهد بود.

اگر هر پیکسل در تصویر اصلی، به صورت تصادفی به دو اشتراک (بر اساس قانون فوق) تقسیم شود؛ اشتراک‌های رمز برای بازیابی تصویر اصلی بهم وابسته می‌باشند، در حالی که با تمرکز روی هر کدام از اشتراک‌های رمز به تنهایی، تنها توزیعی از پیکسل‌های سیاه و سفید مشاهده می‌شود. یکی از اشتراک‌ها را در نظر بگیرید، در این صورت اشتراک دوم به عنوان کلید برای رمزگشایی تصویر اصلی معرفی می‌شود. به هرحال تک اشتراک، هیچ اطلاعاتی در مورد تصویر اصلی ارائه نخواهد کرد.

## مدل اشتراکی (۲ و N)
به اشتراک گذاشتن رمز بین N مخاطب به صورتی که حداقل ۲ نفر از آن‌ها برای رمزگشایی تصویر اصلی، باید حضور داشته باشند؛ یکی از روش‌های رمزنگاری Naor و Shamir بود که در سال ۱۹۹۴ ارائه شد. در این روش تصویر اصلی به n اشتراک چاپ شده روی صفحات شفاف تسهیم می‌شود. هر کدام از اشتراک‌ها به صورت تصادفی ایجاد می‌شوند و هیچ گونه اطلاعاتی در مورد تصویر اصلی ارائه نمی‌کنند ولی اگر ۲ اشتراک از رمزهای تولید شده روی هم قرار بگیرند، تصویر رمز شده توسط سیستم بینایی انسان قابل رویت خواهد بود.

هر پیکسل در تصویر اصلی به چندین زیر پیکسل در اشتراک‌های رمز که از ماتریس‌ها برای کدینگ رنگ‌ها بهره می‌برند؛ تقسیم می‌شود. در مدل (۲ و N) برای رمزکردن پیکسل‌های سفید از ماتریس زیر استفاده می‌شود (تمام جایگشت‌های ماتریس)

{all permutations of the columns of}: {\displaystyle \mathbf {C_{0}=} {\begin{bmatrix}1&0&...&0\\1&0&...&0\\...\\1&0&...&0\end{bmatrix}}.}
و برای پیکسل‌های سیاه از ماتریس زیر استفاده می‌شود (تمام جایگشت‌های ماتریس)

{all permutations of the columns of}: {\displaystyle \mathbf {C_{1}=} {\begin{bmatrix}1&0&...&0\\0&1&...&0\\...\\0&0&...&1\end{bmatrix}}.}
برای نمونه در مدل اشتراکی (۲، ۲) (تصویر اصلی به دو اشتراک تقسیم می‌شود و هر دو اشتراک لازم است تا تصویر اصلی بازیابی شود). در این مدل از ماتریس‌های متمم برای رمز کردن پیکسل‌های سیاه و از ماتریس‌های همانی برای پیکسل‌های سفید استفاده می‌شود. به این صورت، موقعی که اشتراک‌های رمز روی هم قرار می‌گیرند؛ پیکسل‌های سیاه تصویر اصلی، به صورت کاملاً سیاه و پیکسل‌های سفید تصویر اصلی به صورت خاکستری ظاهر خواهند شد.

..

## شکستن رمزنگاری اشتراکی (۲، N)
Horng و همکاران، روشی برای شکستن رمزنگاری بصری ارائه کردند که توسط صفحات رمزی گوناگون، بتوان یکی از اشتراک‌های رمزنگاری بصری را تولید و رمز مورد نظر را به دست آورد. مزیت روش آن‌ها به دست آوردن لایهٔ توزیع شدهٔ زیرین پیکسل‌ها در اشتراک‌های رمز بود تا توسط آن بتوانند صفحهٔ رمز جدیدی برای شکستن روش فوق، کشف کنند.

می‌دانیم که وجود دو اشتراک برای رمزگشایی توسط سیستم بینایی انسان کافی است؛ ولی تست کردن دو اشتراک همچنین اطلاعاتی در مورد اشتراک سوم نیز ارائه می‌کند. برای مثال زمانی که مخرب، با تست کردن اشتراک ساختگی خود می‌تواند متوجه شود چه اتفاقی برای یک پیکسل خاص سیاه رخ می‌دهد زمانی که در اشتراک ساختگی مخرب نیز آن پیکسل سیاه باشد و دریابد که اشتراک ساختگی بعدی در این پیکسل باید سیاه باشد. دانش مکان‌های پیکسل‌های سیاه به مخرب کمک می‌کند تا اشتراک‌های ساختگی بعدی خود را با محتوی پیام جدید، ایجاد کند و رمز را از بین ببرد.

در این روش تعدادی صفحات مخرب، می‌توانند اصالت رمز اصلی را از بین ببرند.